# محمد عدنان الأفيوني
محمد عدنان الأفيوني (1954 - 22 أكتوبر 2020)، هو عالم مسلم سوري، شغل منصب مفتي الشافعية في دمشق وريفها.[بحاجة لمصدر]

## حياته
وُلد محمد عدنان الأفيوني في دمشق عام 1954، ودرس في المعهد الشرعي للدعوة والإرشاد، ثم في كلية الدعوة الإسلامية بدمشق وتخرج منها. واصل دراسته في كلية الدراسات العليا في جامعة أم درمان الإسلامية في السودان، حيث حصل على شهادتي دبلوم وماجستير في العلوم الإسلامية بدرجة امتياز، وتنقل في مختلف المناصب في مجال العمل الإرشادي الديني، ثم عمل مدرسًا دينيًا في عدد من مساجد دمشق وريفها.
وعمل عضوًا في لجنة التوجية والإرشاد في مديرية أوقاف ريف دمشق، وعضوًا في لجنة فحص الأئمة والخطباء والموظفين الدينيين في مديرية أوقاف دمشق، وخطيب وإمام ومدير معهد تحفيظ القرآن الكريم في جامع الصحابة بقدسيا.
كما عمل أيضًا في مجال التعليم فشغل منصب مدير التعليم التأهيلي لتعليم اللغة العربية لغير الناطقين بها، ومدرسًا في كلية الدعوة والدراسات الإسلامية في معهد الشام العالي، فضلًا عن تولّيه منصب معاون رئيس مجلس إدارة مجمع الشيخ أحمد كفتارو.
أصبح فيما بعد عضوًا في المجلس العلمي الفقهي في وزارة الأوقاف السورية ومفتي الشافعية في دمشق وريفها، ثم كُلِّف في أيار 2019 بمنصب المشرف العام على مركز الشام الدولي الإسلامي لمواجهة التطرف. وكان الأفيوني قد رفض منصب الإفتاء في دمشق وريفها، واعتذر أكثر من مرة قبل أن يستلم مهامه في بداية عام 2013، وذلك بعد جولةٍ له في مصر ولبنان لتحسين العلاقات بين الدولتين وسوريا.

## الحرب الأهلية السورية
لعب الأفيوني دورًا فعّالًا خلال الحرب الأهلية السورية في إجراء المصالحات بين مسلحي المعارضة السورية والقوات الحكومية في ريف دمشق وبلداتها. وعلى الجانب الآخر، يُعتبر الأفيوني اليد الدينية لبشار الأسد أثناء الحرب الأهلية السورية، حيث تبنى رواية نظام الأسد، وحارب الدعوات التي تروج للجهاد في سوريا ووصفها بالمُغرضة. يُذكر أيضًا بأنَّ الأفيوني أصدر فتوى تُحرم هجرة السوريين ووصفها بأنها «باطلة شرعًا»، ويُذكر بأن 5 ملايين سوري قد هاجر بسبب الجرائم التي حدثت أثناء الحرب الأهلية السورية.

## وفاته
اغتيل الشيخ عدنان الأفيوني يوم الخميس 22 أكتوبر 2020 الموافق 5 ربيع الأول 1442 هـ، إثر إنفجار عبوة ناسفة بسيارته في مدينة قدسيا غرب العاصمة السورية، وفق ما أفادت وكالة الأنباء الرسمية «سانا» ووزارة الأوقاف، ولم تتبنَّ أي جهة حتى الآن عملية اغتيال الأفيوني.
نعته وزارة الأوقاف السورية حيث قالت إنه «ارتقى شهيدا إثر استهداف سيارته بتفجير إرهابي غادر»، كما وصفته بأنه «من كبار علماء سوريا والعالم الإسلامي».
وقد شُيِّع جثمانه من الجامع الأموي بدمشق في اليوم التالي 23 أكتوبر بعد صلاة الجمعة، ودفن في صالحية دمشق.